# Trichorondibilis laosica
Trichorondibilis laosica là một loài bọ cánh cứng trong họ Cerambycidae.